# Sis sonates per a violí sol (Ysaÿe)
Les sis sonates per a violí sol, op. 27, són unes de les obres més conegudes d'Eugène Ysaÿe, escrites el 1923 i publicades el 1924. Cada sonata està dedicada a un violinista distingit de l'època, tots amics o coneguts seus. Va fer-se ràpidament una obra molt popular i en la centúria des de la composició se'n compten almenys 49 gravacions.
La inspiració per compondre les sis sonates li va venir de les sonates i partites per a violí sol de Johann Sebastian Bach, concretament després d'escoltar la Sonata n.1 en sol menor BWV 1001, tocat pel seu amic, el violinista hongarès Joseph Szigeti. Les va compondre durant un mes d'estiueig a la seva casa de vacances a la costa belga el juliol 1923.
Les sis sonates són totalment idiomàtiques pel violí i una càrrega emocional però sobretot virtuosística. Són escrites en l'estil característic de l'època, amb dissonàncies i constants canvis de tonalitats majors a menors, escales de tons i semitons. Tenen una partitura molt detallada, on Ysaÿe descriu amb molta exactitud les dinàmiques, efectes, cordes i digitats. Interpretar-les és un repte que molt pocs violinistes al món poden afrontar. Són d'una complexitat tècnica, amb les sonates de Bach els 24 Capritxos de Niccoló Paganini, «formen el tercer gran pilar del repertori per a violí sol».

## Sonata N.1 en Sol menor, «Joseph Szigeti»
Dedicada al violinista hongarès Joseph Szigeti (1892-1973), està escrita en Sol menor, com la primera sonata de Bach; i també com a la sonata de Bach, el segon moviment és una fuga. Té quatre moviments:
1. Grave - Lento assai
2. Fugato - Molto moderato
3. Allegreto poco scherzoso- Amabile
4. Finale con brio - Allegro fermo...

## Sonata N.2 en La menor «Jacques Thibaud»
Dedicada al violinista francès Jacques Thibaud (1880-1953). Ysaÿe i Thibaud eren molt propers, fins i tot aquest últim havia deixat el seu Guarneri a Ysaÿe en diverses ocasions. Tant l'un com l'altre eren grans admiradors de Bach, i Thibaud escalfava cada dia amb la tercera Partita de Bach, tot i que mai la tocava en públic per por a perdre's de memòria en el laberint de semicorxeres que és el preludi d'aquesta partita. Així doncs, el primer moviment, Obsession, comença amb una cita exacta de la tercera partita de Bach, i és interrompuda súbitament, un parell de cops. També apareix molts cops el motiu del Dies Irae al llarg dels quatre moviments.
1. Obsession - Prélude, poco vivace
2. Malinconia - Poco Lento
3. Danse des ombres (Dansa de les ombres) - Sarabande, Lento
4. Les Furies - Allegro Furioso

## Sonata N.3 en Re menor, «Georges Enescu»
Dedicada al violinista romanès Georges Enescu (1881-1955), la sonata 3, Ballade, consta d'un únic moviment, i és potser la més coneguda de les sis sonates. Comença amb un Lento molto sostenuto, a manera de recitatiu, segueix amb un 5/4 Molto moderato quasi lento, fins qua arriba a un Allegro in Tempo giusto e con bravura, de gran virtuosisme.

## Sonata N.4 en Mi menor «Fritz Kreisler»
La sonata 4, dedicada a Fritz Kreisler (1875-1962), fa pensar també en Bach, principalment en el primer moviment, i també pel fet que els dos primers moviments siguin Allemanda i Sarabande. Kreisler era idolatrat per la increïble bellesa del seu timbre i el seu particular i elegant ús del portamento i el legato. És per això que les parts calmades del primer moviment i sobretot el segon, evoquen aquests trets característics de Kreisler. Té tres moviments.
1. Allemande - lento maestoso
2. Sarabande - Quasi lento
3. Finale - presto ma no tropo

## Sonata N.5 en Sol major «Mathieu Crickboom»
La sonata 5 està dedicada a Mathieu Crickboom (1871-1947), alumne d'Ysaÿe i posteriorment membre del seu quartet (Quartet Ysaÿe). Consta de dos moviments:
1. L'aurore (L'alba) - Lento assai
2. Danse rustique - Allegro giocoso molto moderato

## Sonata N.6 en Mi major, «Manuel Quiroga»
Dedicada a Manuel Quiroga, virtuós del violí gallec, és per diferència la que presenta una major dificultat tècnica i virtuosisme requerits per poder interpreta-la de les sis sonates. És un únic moviment, que consta d'un Allegro giusto non troppo vivo i un Allegretto poco scherzando. En la segona part apareixen ritmes típics de la música espanyola, i que porten cap a l'explosió de virtuosisme.